# نانخطائي
النانخطائيّ (بالأرديّة: نان خطائی وبالهندية: नानख़ताई وبالإنجليزية: nankhatai) هو بسكويت مخبوز هش مشتهر في باكستان، الهند، بنغلاديش. كلمة النانخطائيّ مشتقّة من شبه الجملة الفارسية نانِ خطائی nān-i khaṭāʾī التي تعني الخبز الخطائيّ أو الخبز من بلاد الخطاي (شمال الصين) وهي مكوّنة من الكلمة الفارسية نان التي تعني خبزاً، ومن الكلمة الفارسية خطائی التي تعني خطائيّاً. في أفغانستان وشمال إيران، هذا النوع من البسكويت يُسمى الكُلشَئِخَطائيّ (بالفارسية: کلچهٔ خطائی kulcha-i khaṭāʾī). والكُلشه (بالفارسية: کُلچه) هو نوع من الخبز الشبيه بخبز النان.

## التاريخ
يُعتقد بأن أصل النانخطائي يعود إلى سورت في القرن السادس عشر، في الوقت الذي كان فيه الهنديون والهولنديون أهم تُجّار الفلفل. حيث أنشأ مجموعة هولنديين مخبزاً في سورت لتلبية حاجات السّكان الهولنديين. وعندما غادر الهولنديون الهند سلّموا المخبز إلى إيراني. ولم يُعجب السكان المحليين بسكويتات المخبز. ولإنقاذ العمل بدأ الإيراني ببيع الأخباز اليابسة بأسعار منخفضة ومع الوقت أصبح هذا النوع من الخبز الجاف شائعاً جداً لدرجة أن صاحب المحل كان يُجفف الأخباز قبل بيعها.